# Promeropidae
Famille
Genre
Les Promeropidae (ou proméropidés en français) sont une famille de passereaux constituée du seul genre Promerops.

## Taxinomie

### Liste des genres
Jusqu'à la version 2.2 (2009) de la classification du Congrès ornithologique international, cette famille comprenait des genres suivants :
- Modulatrix (1 espèce)
- Arcanator (1 espèce)
- Kakamega (1 espèce)
- Promerops (2 espèces)

À la suite des travaux de Johansson et al. (2008), les genres Modulatrix, Arcanator et Kakamega ont été placés dans la nouvelle famille des Arcanatoridae. Les Promeropidae ne sont plus constitués que du seul genre :
- Promerops (2 espèces)

### Liste des espèces
D'après la classification de référence (version 3.2, 2012) du Congrès ornithologique international (ordre phylogénique) :
- Promerops cafer (Linné, 1758) – Promérops du Cap
- Promerops gurneyi Verreaux, 1871 – Promérops de Gurney

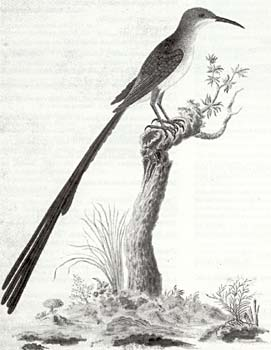